# Antoine-François-Alexis Droz
Pour les articles homonymes, voir Droz.
Antoine François Alexis Droz est un homme politique français né le 7 août 1785 à Besançon (Doubs) et mort le 8 décembre 1861 à Besançon.

## Biographie
Conseiller à la Cour d'Appel de Besançon, il est député du Doubs en 1830, mais démissionne au bout de deux mois, pour raisons de santé.

## Sources
- « Antoine-François-Alexis Droz », dans Adolphe Robert et Gaston Cougny, Dictionnaire des parlementaires français, Edgar Bourloton, 1889-1891 [détail de l’édition]